# Sân bay Trúc Giang
Sân bay Trúc Giang tọa lạc tại xã Sơn Đông, thành phố Bến Tre, tỉnh Bến Tre, Việt Nam. Đây là sân bay được xây dựng từ thời Việt Nam Cộng Hòa. 
Chiều dài đường băng 700 m. Hiện tại diện tích sân bay trở thành trụ sở của Bộ chỉ huy quân sự tỉnh Bến Tre. Phần đường băng của sân bay trở thành 1 đoạn của QL 57C (nguyên là tỉnh lộ 884)